# کریان (تفرش)
کریان (تفرش)، روستایی از توابع بخش مرکزی شهرستان تفرش در استان مرکزی ایران است.
کریان دارای مناطق گردشگری چون کهریز<آبشار کوی باران>را در خود جا داده
کریان در۲۵ کیلومتری شهر تفرش قرار دارد.

## جمعیت
این روستا در دهستان بازرجان قرار دارد و براساس سرشماری مرکز آمار ایران در سال ۱۳۸۵، جمعیت آن ۳۲۰ نفر (۸۸خانوار) بوده‌است.